# Бэндслэм
«Бэндслэм» (англ. Bandslam, известен как High School Rock) — драматическая комедия 2009 года производства Summit Entertainment и Walden Media по сценарию Джоша Кагана и Тодда Граффа. Основные роли в фильме исполнили Элисон Мишалка, Ванесса Хадженс, Гэлан Коннелл, Лиза Кудроу, Скотт Портер, Райан Доновью и Тим Джо.
Сюжет фильма вращается вокруг Уилла и Шарлотты, которые образуют неожиданный союз через их общую любовь к музыке. Организовав с единомышленниками команду аутсайдеров, друзья образуют рок-группу и принимают участие в школьном конкурсе рок-групп под названием «Bandslam». Фильм был снят в Остине, штат Техас, с дополнительными сценами, снятыми в Нью-Йорке. На фильм поступили в основном положительные отзывы, но он не смог попасть в десятку лучших, когда 14 августа 2009 года он официально выпущен в прокат в США, где он собрал всего лишь 2 250 000 долларов в выходные. На короткое время в фильме появился Дэвид Боуи в роли самого себя, и это была его последняя роль в кино перед его смертью 10 января 2016 года.

## Сюжет
Главный герой Уилл Бартон очень увлечён музыкой. В новой школе, куда он поступает, очень сложно доказать свою индивидуальность, если там уже есть другие музыкальные группы. Но найти себя и свой стиль ему помогает предоставившийся шанс. Уж он его не упустит! Вместе с первой красоткой школы Шарлоттой и подругой по имени Сэм он создаёт свою группу, с помощью которой доказывает всю искренность своих чувств к музыкальному искусству.

## В ролях
- Элисон Мишалка — Шарлотта Бэнкс
- Ванесса Энн Хадженс — Сэм
- Гэлан Коннелл — Уилл Бартон
- Скотт Портер — Бен
- Лиза Кудроу — Карен Бартон